# 野口喜一

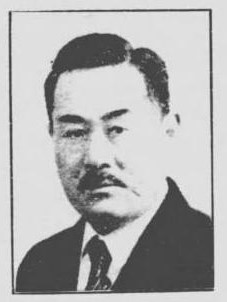
野口喜一

野口 喜一（のぐち きいち、1895年（明治28年）4月16日 - 1957年（昭和32年）4月2日）は、昭和時代の政治家。実業家。地主。衆議院議員。

## 経歴
神奈川県橘樹郡川崎町南河原（川崎市幸区南河原を経て現幸区駅前本町）の素封家の家に生まれる。1922年（大正11年）3月、明治大学法科を卒業。1924年（大正13年）市制施行直後の川崎市の学務委員に推され、1926年（大正15年）市青年団御幸分会長、1928年（昭和3年）県社会委員となった。
同年9月、川崎市会議員に当選。参事会員となった。さらに1932年（昭和7年）6月より神奈川県会議員に2期当選し、参事会員にも選ばれた。
1937年（昭和12年）4月の第20回衆議院議員総選挙では神奈川県第1区から出馬し当選。つづく第21回総選挙でも当選し、衆議院議員を2期務めた。幣原内閣では陸軍参与官、陸軍省廃止後は第一復員参与官を歴任し、派遣軍慰問のため北満州へ派遣された。
衆議院議員引退後は、川崎鶴見臨港バス常任監査役、自民党川崎支部顧問などを歴任した。ほか、東京綿油再生、特殊鋳工、東神商事各取締役社長、川崎乗合自動車監査役、直喜鉄工所、大東鉄工所、川崎食品市場各取締役を務めた。
墓所は川崎市幸区宝蔵院延命寺。